# Guld- och silverkorsen
Guldkorset och Silverkorset är två av de högsta utmärkelserna inom den svenska scoutrörelsen som utdelas för berömliga gärningar. Det utdelas sedan 2013 av Scouterna på förslag av distrikt eller samverkansorganisation, dessförinnan gjordes detta av organisationens företrädare Svenska Scoutrådet (SSR) och Svenska Scoutunionen (SSU).
Guldkorset tilldelas medlem i Scouterna som räddat människoliv under fara för eget liv, silverkorset utdelas för samma insatser då förhållandena varit farliga men inte medfört överhängande fara för eget liv.
Utmärkelserna inrättades 1912, Silverkorset utdelades första gången 1913 till Gustaf Selin och Guldkorset 1914 till Folke Lidström; det senaste guldkorset utdelades till Casper Kinnå 2013 och det senaste silverkorset till Anna Lagercrantz 2022. Sammanlagt har 67 guldkors och 192 silverkors utdelats.